# Abreu e Lima
Abreu e Lima város Brazíliában,  államban. 

## Népesség
A település népességének változása: